# Liste des monuments historiques de Billom
Ce tableau présente la liste de tous les monuments historiques classés ou inscrits dans la ville de Billom, Puy-de-Dôme, en France.

## Liste
| Monument                           | Adresse                                                       | Coordonnées                      | Notice         | Protection     | Date      | Illustration                       |
| ---------------------------------- | ------------------------------------------------------------- | -------------------------------- | -------------- | -------------- | --------- | ---------------------------------- |
| Beffroi                            |                                                               | 45° 43′ 21″ nord, 3° 20′ 20″ est | « PA00091903 » | Classé         | 1888      | Beffroi                            |
| Collège des Jésuites               | 4 rue du Collège                                              | 45° 43′ 16″ nord, 3° 20′ 24″ est | « PA63000041 » | Inscrit        | 2002      | Collège des Jésuites               |
| Collégiale Saint-Cerneuf           | Rue de l'Évêche Place des Écoles                              | 45° 43′ 21″ nord, 3° 20′ 14″ est | « PA00091904 » | Classé         | 1862 1923 | Collégiale Saint-Cerneuf           |
| Église Saint-Loup                  | Rue Saint-Loup Rue du Faubourg-Saint-Loup Place des Pénitents | 45° 43′ 21″ nord, 3° 20′ 15″ est | « PA00091905 » | Classé         | 1983      | Église Saint-Loup                  |
| Fontaine de la Croix de la Mission | Place de la Croix-de-la-Mission                               | 45° 43′ 22″ nord, 3° 20′ 10″ est | « PA00135212 » | Inscrit        | 1995      | Fontaine de la Croix de la Mission |
| Fontaine de l'Éperon               | Au droit de la rue du Mont-Mouchet                            | 45° 43′ 17″ nord, 3° 20′ 11″ est | « PA00135213 » | Inscrit        | 1995      | Fontaine de l'Éperon               |
| Fontaine de la Halle               | Place Alfred-Thomas                                           | 45° 43′ 25″ nord, 3° 20′ 26″ est | « PA00135214 » | Inscrit        | 1995      | Fontaine de la Halle               |
| Hôtel de ville                     | Avenue Carnot                                                 | 45° 43′ 26″ nord, 3° 20′ 20″ est | « PA00135215 » | Inscrit        | 1995      | Hôtel de ville                     |
| Maison                             | Rue des Boucheries (à côté de la porte des Boucheries)        | 45° 43′ 25″ nord, 3° 20′ 21″ est | « PA00091912 » | Inscrit        | 1963      | Maison                             |
| Maison                             | 11 rue des Boucheries Rue des Chanoines                       | 45° 43′ 22″ nord, 3° 20′ 18″ est | « PA00091910 » | Classé         | 1923      | Maison                             |
| Maison                             | 10 rue de l'Étezon                                            | 45° 43′ 21″ nord, 3° 20′ 18″ est | « PA00091914 » | Inscrit        | 1963      | Maison                             |
| Maison du Boucher                  | Rue des Boucheries                                            | 45° 43′ 24″ nord, 3° 20′ 18″ est | « PA00091906 » | Classé         | 1919      | Maison du Boucher                  |
| Maison du Chapitre                 | Place des Écoles                                              | 45° 43′ 19″ nord, 3° 20′ 14″ est | « PA00091907 » | Classé         | 1923      | Maison du Chapitre                 |
| Maison des Échevins                | Rue Pertuybout                                                | 45° 43′ 22″ nord, 3° 20′ 15″ est | « PA00091908 » | Classé         | 1919      | Maison des Échevins                |
| Maison à pans de bois              | 7 rue des Boucheries 7 place Louis-Coirier                    | 45° 43′ 21″ nord, 3° 20′ 16″ est | « PA00091909 » | Inscrit        | 1963      | Maison à pans de bois              |
| Maison à pans de bois              | 17 rue des Boucheries                                         | 45° 43′ 21″ nord, 3° 20′ 17″ est | « PA00091911 » | Inscrit        | 1963      | Maison à pans de bois              |
| Maison à pans de bois              | 1, 3 place Creux-du-Marché                                    | 45° 43′ 22″ nord, 3° 20′ 23″ est | « PA00091913 » | Inscrit        | 1963      | Maison à pans de bois              |
| Maison à pans de bois              | Rue Saint-Cerneuf                                             | 45° 43′ 21″ nord, 3° 20′ 16″ est | « PA00091915 » | Inscrit        | 1963      | Maison à pans de bois              |
| Maison du poids public             |                                                               | 45° 43′ 22″ nord, 3° 20′ 22″ est | « PA00091916 » | Classé Inscrit | 1982      | Maison du poids public             |
| Pont de mesure publique            |                                                               | 45° 43′ 21″ nord, 3° 20′ 21″ est | « PA00091916 » | Classé Inscrit | 1982      | Pont de mesure publique            |
| Porte des Boucheries               | Rue des Boucheries                                            | 45° 43′ 24″ nord, 3° 20′ 21″ est | « PA00132795 » | Inscrit        | 1994      | Porte des Boucheries               |
| Porte de l'Évêque                  | Rue de l'Évêché                                               | 45° 43′ 19″ nord, 3° 20′ 13″ est | « PA00132795 » | Inscrit        | 1994      | Porte de l'Évêque                  |